# Schelmenholz
Schelmenholz ist ein Wohnbezirk der Stadt Winnenden im Rems-Murr-Kreis in Baden-Württemberg. Er entstand ab 1963 und zählt heute über 5000 Einwohner.

## Lage und Verkehrsanbindung
Schelmenholz liegt südwestlich der Kernstadt Winnenden an der südöstlich verlaufenden Kreisstraße K 1853. Östlich verläuft die Landesstraße L 1140, nördlich verlaufen die K 1911 und die B 14. Östlich fließt der Zipfelbach.

## Sehenswürdigkeiten
In der Liste der Kulturdenkmale in Winnenden ist für Schelmenholz kein Kulturdenkmal aufgeführt.

## Persönlichkeiten
- Karl-Heinrich Lebherz (* 1935), Kommunalpolitiker und ehemaliger Oberbürgermeister der Stadt Winnenden, lebt in Schelmenholz.